# Galicia (Đông Âu)
Galicia (tiếng Ba Lan: Galicja, IPA: [ɡaˈlit͡sja] ⓘ; tiếng Ukraina: Галичина, đã Latinh hoá: Halychyna, IPA: [ɦɐlɪtʃɪˈnɑ]) là một khu vực lịch sử và địa lý trải dài tại nơi ngày nay là miền đông nam Ba Lan và miền tây Ukraina, một thời gian dài là bộ phận của Thịnh vượng chung Ba Lan-Litva. Nó bao gồm phần lớn các khu vực lịch sử Ruthenia Đỏ (trung tâm là Lviv) và Tiểu Ba Lan (trung tâm là Kraków).
Tên của khu vực bắt nguồn từ thành phố thời trung cổ Halych, và lần đầu tiên được nhắc đến trong biên niên sử lịch sử Hungary vào năm 1206 với tên gọi Galiciæ. Phần phía đông của khu vực được kiểm soát bởi Vương quốc Galicia–Volhynia thời trung cổ trước khi nó bị Vương quốc Ba Lan sáp nhập vào năm 1352 và trở thành một phần của tỉnh Ruthenia. Trong phân chia Ba Lan thế kỷ 18, khu vực được sáp nhập thành một lãnh địa hoàng gia của Đế quốc Áo - Vương quốc Galicia và Lodomeria.
Hạt nhân của Galicia lịch sử nằm trong các khu vực hiện đại của miền Tây Ukraina: các tỉnh Lviv, Ternopil và Ivano-Frankivsk nằm gần Halych. Vào thế kỷ 18, các lãnh thổ mà nay là một phần của các tỉnh của Ba Lan: Małopolskie, Podkarpackie và Śląskie được đưa vào Galicia sau khi Thịnh vượng chung Ba Lan-Litva sụp đổ.
Đông Galicia trở thành vùng đất tranh chấp giữa Ba Lan và Ruthenia trong thời trung cổ và bị Áo-Hung và Nga tranh giành trong Thế chiến I, cũng như Ba Lan và Ukraina trong thế kỷ 20. Vào thế kỷ thứ 10, một số thành phố đã được thành lập ở đây, chẳng hạn như Volodymyr và Jaroslaw. Có sự chồng lấn đáng kể giữa Galicia và Podolia (về phía đông) cũng như giữa Galicia và tây nam Ruthenia, đặc biệt là ở một khu vực xuyên biên giới là nơi sinh sống của nhiều nhóm dân tộc và tôn giáo khác nhau.

## Lịch sử

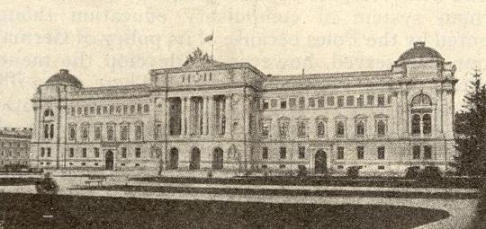
Nghị viện Galicia và Lodomeria nằm tại thành phố thủ phủ Lviv.

Vào thời La Mã, khu vực là nơi sinh sống của các bộ lạc hỗn chủng Celt-German khác nhau, bao gồm các bộ lạc có nền tảng Celt, người Lugii, người Cotini, người Vandal và người Goth (văn hóa Przeworsk và Púchov). Trong Giai đoạn Di cư, nhiều nhóm du mục xâm chiếm khu vực này. Các bộ lạc Đông Slav là người Croat Trắng và Tivertsi thống trị khu vực này từ thế kỷ thứ 6 cho đến khi nó được sáp nhập vào Kiev Rus' vào thế kỷ thứ 10.
Vào thế kỷ 12, Thân vương quốc Halych (Halicz, Galic) thuộc dòng dõi Rurik được thành lập, đến cuối thế kỷ được sáp nhập với Volhynia láng giềng thành Vương quốc Ruthenia. Galicia và Volhynia ban đầu là hai thân vương quốc dòng dõi Rurik riêng biệt, được giao luân phiên cho các thành viên trẻ của triều đình Kiev. Dòng dõi thân vương Roman Đại vương xứ Volodymyr nắm quyền Thân vương quốc Volhynia, còn dòng dõi của Yaroslav Osmomysl nắm quyền Thân vương quốc Halych. Galicia–Volhynia hình thành sau cái chết vào năm 1198 hoặc 1199 của vị thân vương Galicia cuối cùng là Vladimir II Yaroslavich; Roman giành được Thân vương quốc Galicia và thống nhất các vùng đất của ông thành một nhà nước. Những người kế vị của Roman hầu hết sẽ sử dụng Halych (Galicia) làm tên gọi cho vương quốc kết hợp của họ. Vào thời Roman, các thành phố chính của Galicia–Volhynia là Halych và Volodymyr. Năm 1204, Roman chiếm Kyiv khi liên minh với Ba Lan, ký hiệp ước hòa bình với Vương quốc Hungary và thiết lập quan hệ ngoại giao với Đế quốc Byzantine .

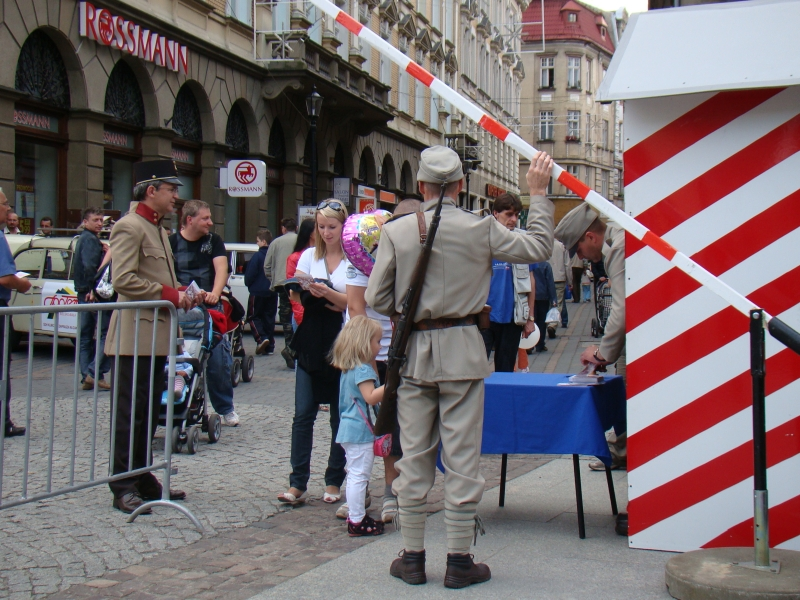
Tái thiết biên giới lịch sử (1772–1918) giữa Galicia thuộc Áo và Silesia thuộc Áo tại Bielsko-Biała.

Năm 1205, Roman chống lại các đồng minh Ba Lan của mình, và bị giết trong trận Zawichost (1205), và Galicia–Volhynia bước vào thời kỳ nổi dậy và hỗn loạn, trở thành đấu trường tranh giành giữa Ba Lan và Hungary. Vua Andrew II của Hungary tự phong mình là rex Galiciæ et Lodomeriæ, tiếng Latinh có nghĩa là "vua của Galicia và Vladimir [tại-Volhynia]", tước hiệu này sau đó được Nhà Habsburg tiếp nhận. Trong một thỏa thuận thỏa hiệp được thực hiện vào năm 1214 giữa Hungary và Ba Lan, ngai vàng của Galicia–Volhynia được trao cho con trai của Andrew là Coloman của Lodomeria.
Năm 1352, khi thân vương quốc được phân chia giữa Ba Lan và Đại công quốc Litva, lãnh thổ này trở thành chủ thể của Vương quốc Ba Lan. Với Liên minh Lublin năm 1569, Thịnh vượng chung Ba Lan-Litva tồn tại trong 200 năm cho đến khi bị Nga, Phổ và Áo chinh phục và chia cắt. Phần phía đông nam của Thịnh vượng chung Ba Lan-Litva trước đây được trao cho Hoàng hậu Habsburg Maria-Theresa, các quan chức đã đặt tên cho lãnh thổ là Vương quốc Galicia và Lodomeria, theo tên một trong những tước hiệu của các thân vương Hungary, biên giới của nó gần với biên giới của thân vương quốc thời trung cổ trước đây. Được gọi một cách không chính thức là Galicia, nó trở thành tỉnh lớn nhất, đông dân nhất và cực bắc của Đế quốc Áo. Sau năm 1867, nó là một phần của bộ phận Áo của Áo-Hung, cho đến khi chế độ quân chủ bị giải thể vào cuối Thế chiến I năm 1918.

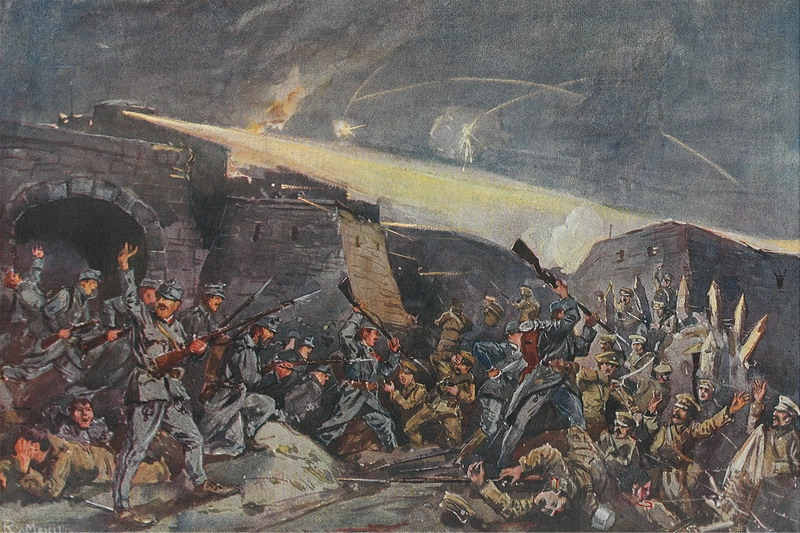
Cuộc vây hãm Przemyśl năm 1915

Trong Chiến tranh thế giới thứ nhất, Galicia chứng kiến giao tranh ác liệt giữa các lực lượng của Đế quốc Nga và Các cường quốc Trung tâm. Quân Nga chiếm phần lớn khu vực vào năm 1914 sau khi đánh bại quân đội Áo-Hung trong một trận chiến biên giới hỗn loạn trong những tháng đầu của cuộc chiến. Người Nga bị đẩy lùi vào mùa xuân và mùa hè năm 1915 trước một cuộc tấn công phối hợp của Đức/Áo-Hung.
Năm 1918, Tây Galicia trở thành một phần của Cộng hòa Ba Lan mới được khôi phục, nước cộng hòa này đã tiếp nhận Cộng hòa Lemko-Rusyn. Người Ukraina địa phương tuyên bố nền độc lập của Đông Galicia với tư cách là Cộng hòa Nhân dân Tây Ukraina, tồn tại trong thời gian ngắn. Trong Chiến tranh Ba Lan-Xô Viết, Liên Xô cố gắng thành lập nhà nước bù nhìn CHXHCNXV Galicia ở Đông Galicia, nhưng lãnh thổ này sau đó bị người Ba Lan chinh phục.
Hòa ước Riga năm 1921 xác nhận địa vị của Galicia là một phần của Cộng hòa Ba Lan thứ hai. Mặc dù chưa bao giờ được một số người theo chủ nghĩa dân tộc Ukraina chấp nhận là hợp pháp, điều này đã được phê chuẩn trong Hội nghị các Đại sứ vào ngày 14 tháng 3 năm 1923 và được quốc tế công nhận vào ngày 15 tháng 5 năm 1923.
Người Ukraina ở Đông Galicia và vùng lân cận Volhynia chiếm khoảng 12% dân số Cộng hòa Ba Lan và là nhóm thiểu số lớn nhất. Do các chính sách của chính phủ Ba Lan phân biệt đối xử đối với các nhóm thiểu số, căng thẳng giữa chính phủ Ba Lan và người Ukraina ngày càng gia tăng, cuối cùng làm nảy sinh tổ chức chiến binh ngầm của những người theo chủ nghĩa dân tộc Ukraina.

## Cư dân

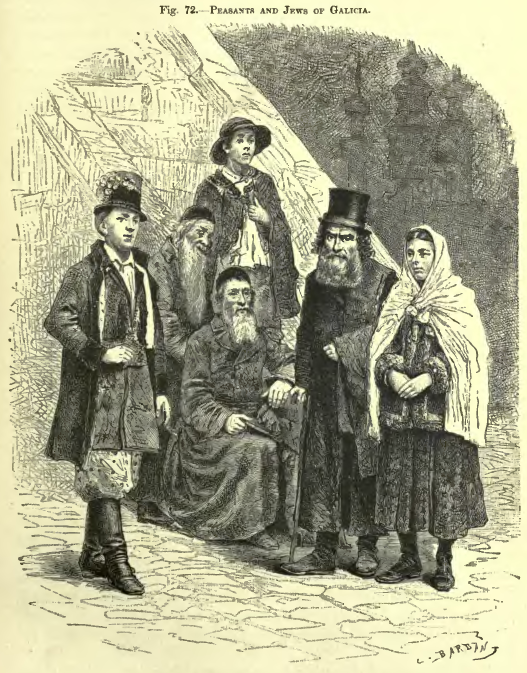
Các nông dân và người Do Thái từ Galicia, khoảng 1886

Năm 1773, Galicia có khoảng 2,6 triệu cư dân ở 280 thành phố và thị trấn và khoảng 5.500 làng. Có gần 19.000 gia đình quý tộc với 95.000 thành viên (khoảng 3% dân số). Nông nô chiếm 1,86 triệu, hơn 70% dân số. Một số nhỏ là nông dân toàn thời gian, nhưng số lượng áp đảo (84%) chỉ có mảnh ruộng nhỏ hoặc không có tài sản.
Galicia được cho là có dân số đa dạng về sắc tộc nhất trong tất cả các quốc gia trong chế độ quân chủ Áo, bao gồm chủ yếu là người Ba Lan và "người Ruthenia"; là dân tộc sau này được gọi là người Ukraina và người Rusyn, cũng như người Do Thái, người Đức, người Armenia, người Séc, người Slovak, người Hungary, người Roma và những dân tộc khác. Ở Galicia nói chung, thành phần dân số năm 1910 được ước tính là 45,4% người Ba Lan, 42,9% người Ruthenia, 10,9% người Do Thái và 0,8% người Đức. Dân số này không phân bố đều, người Ba Lan sống chủ yếu ở phía tây, còn người Ruthenia chiếm ưu thế ở khu vực phía đông ("Ruthenia"). Vào đầu thế kỷ XX, người Ba Lan chiếm 88% tổng dân số Tây Galicia và người Do Thái chiếm 7,5%. Dữ liệu tương ứng của Đông Galicia cho thấy những con số sau: người Ruthenia 64,5%, người Ba Lan 22,0%, người Do Thái 12%. Trong số 44 đơn vị hành chính của miền đông Galicia thuộc Áo, Lviv (tiếng Ba Lan: Lwów, tiếng Đức: Lemberg) là đơn vị duy nhất mà người Ba Lan chiếm đa số dân số. Nhà nhân chủng học Marianna Dusharđã lập luận rằng sự đa dạng này đã dẫn đến sự phát triển của một nền văn hóa ẩm thực đặc trưng trong khu vực.
Ngôn ngữ Ba Lan có lịch sử chiếm ưu thế trên khắp Galicia. Theo điều tra dân số năm 1910, 58,6% người Galicia nói tiếng Ba Lan như tiếng mẹ đẻ, so với 40,2% nói tiếng Ruthenia. Số lượng người nói tiếng Ba Lan có thể đã bị thổi phồng lên vì người Do Thái không được lựa chọn liệt kê tiếng Yiddish là ngôn ngữ của họ.  Đông Galicia là phần đa dạng nhất của khu vực, và là một trong những khu vực đa dạng nhất ở châu Âu vào thời điểm đó. Năm 1910, Đông Galicia có 5,3 triệu cư dân, với 39,8% là người Ba Lan và 58,9% là người Ruthenia.
Người Do Thái Galicia di cư vào thời Trung cổ từ Đức. Những người nói tiếng Đức thường được gọi theo vùng của Đức nơi họ có nguồn gốc (chẳng hạn như Sachsen hoặc Swabia). Đối với những người nói các ngôn ngữ bản địa khác nhau, chẳng hạn như tiếng Ba Lan và tiếng Ruthenia, việc nhận dạng ít gặp vấn đề hơn và việc đa ngôn ngữ phổ biến đã làm mờ đi sự phân chia sắc tộc.
Về mặt tôn giáo, Galicia chủ yếu theo Công giáo, và Công giáo được thực hành theo hai nghi thức. Người Ba Lan theo Công giáo La Mã, trong khi người Ukraina theo Công giáo Hy Lạp. Các Kitô hữu khác thuộc về một trong các Giáo hội Chính thống Ucraina. Cho đến Holocaust, đạo Do Thái đã lan rộng và Galicia là trung tâm của phái Hasid.

## Kinh tế
Sau phân chia Ba Lan, biên giới nhà nước mới cắt Galicia khỏi nhiều tuyến đường thương mại và thị trường truyền thống của khu vực Ba Lan, dẫn đến đời sống kinh tế đình trệ và sự suy tàn của các thị trấn Galicia. Lviv mất vị thế là một trung tâm thương mại quan trọng. Sau một thời gian ngắn đầu tư hạn chế, chính phủ Áo bắt đầu khai thác tài chính Galicia và rút cạn nhân lực của vùng thông qua việc bắt quân dịch cho đế quốc. Người Áo quyết định rằng Galicia không nên phát triển công nghiệp mà vẫn là một vùng nông nghiệp, đóng vai trò là nơi cung cấp thực phẩm và nguyên liệu thô cho các tỉnh Habsburg khác. Các loại thuế mới được ban hành, đầu tư không được khuyến khích, các thành phố và thị trấn bị bỏ quên. Kết quả là tình trạng nghèo đói đáng kể ở Galicia thuộc Áo. Galicia là tỉnh nghèo nhất của Áo-Hung, và theo Norman Davies, có thể coi là "tỉnh nghèo nhất châu Âu". Galicia là nguồn cung dầu mỏ nội địa lớn duy nhất của Liên minh Trung tâm trong Thế chiến I.